# Jan Bielecki (chemik)
Jan Bielecki (ur. 24 listopada 1869 w Brzózie, zm. 3 stycznia 1926 w Warszawie) – polski chemik, profesor zwyczajny w Katedrze Chemii Organicznej na Wydziale Chemii Politechniki Warszawskiej, w latach 1921–1922 dziekan Wydziału Chemii Politechniki Warszawskiej.

## Życiorys

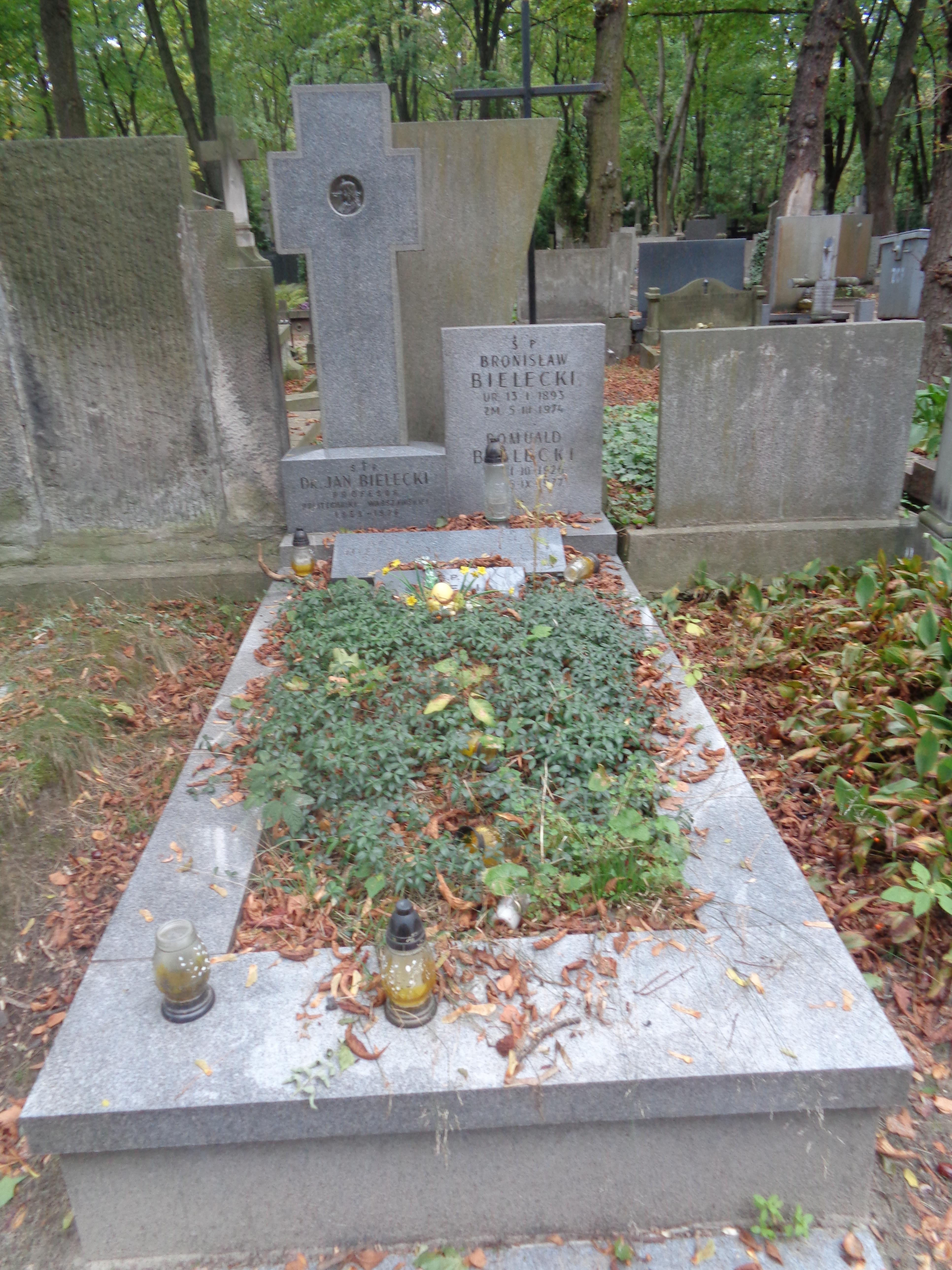
Grób Jana Bieleckiego na cmentarzu Powązkowskim

Uczęszczał do radomskiego gimnazjum filologicznego, gdzie założył tajną bibliotekę polską, jak również popularyzował wśród młodzieży polską literaturę. Studiował na Uniwersytecie Warszawskim na kierunku matematyczno-przyrodniczym. Za czynny udział w tajnej pracy społecznej został zmuszony przez władze rosyjskie do wyjazdu za granicę. Studia chemiczne ukończył na Politechnice w Zurychu i z dyplomem inżyniera-chemika wyjechał do Anglii, gdzie przez kilka lat pracował w fabryce barwników anilinowych i drukarni tkanin bawełnianych. Na podstawie pracy pt. Badania nad nowymi syntezami pochodnych bifenylu, wykonanej w laboratorium prof. Ullmanna na Uniwersytecie w Genewie, w 1899 r. uzyskał stopień doktora filozofii w zakresie chemii. Na okres dwóch lat (1901–1902) wrócił do kraju i pracował jako współredaktor „Chemika Polskiego”. W kolejnym roku na Uniwersytecie w Genewie uzyskał habilitację i objął wykłady na stanowisku docenta (do 1905). W 1905 r. otrzymał posadę Kierownika Pracowni Chemicznej przy Muzeum Przemysłu i Rolnictwa w Warszawie. Należał do grona założycieli i wykładowców Wydziału Matematyczno-Przyrodniczego Towarzystwa Kursów Naukowych w Warszawie (1905–1909). Wstąpił do Związku Robotników Polskich, gdzie prowadził dział oświatowo-propagandowy. Ponownie wyjechał za granicę. Po rocznym pobycie w Genewie, przez kolejnych 10 lat pracował w Paryżu. Badania naukowe prowadził w Instytucie Pasteura oraz w Instytucie Fizjologicznym Uniwersytetu Paryskiego.
Po wybuchu I wojny światowej jako sanitariusz-ochotnik przez rok służył w szeregach wojska francuskiego w Bellevue pod Paryżem. Następnie przez cztery lata redagował miesięcznik „Chimie et Industrie”, organ Société de Chimie Industrielle.
W 1919 r. wszedł w skład powołanego pierwszego 38-osobowego składu profesorów Politechniki Warszawskiej, objął powołaną wówczas Katedrę Chemii Organicznej oraz otrzymał mianowanie na profesora zwyczajnego. Był założycielem i członkiem zarządu Polskiego Towarzystwa Chemicznego. W roku akademickim 1921/1922 był dziekanem Wydziału Chemicznego Politechniki Warszawskiej.
Zmarł w Warszawie, pochowany na cmentarzu Powązkowskim (kwatera 190-3-17).

## Działalność pozanaukowa
Wielki pasjonat wyścigów konnych. Interesował się homeopatią, stosował leczenie ludzi wodą i ziołami. Był bardzo religijny, nie pobierał opłat za swoje porady, tylko żarliwie modlił się za chorego.

## Publikacje
- Chemja organiczna. Cz. 2, Związki aromatyczne., Warszawa, 1922, Komisja Wydawnicza Towarzystwa Bratniej Pomocy Studentów Politechniki Warszawskiej[12].
- Chemja związków tłuszczowych: wykłady prof. J. Bieleckiego, Warszawa, 1921, Komisja Wydawnicza Towarzystwa Bratniej Pomocy Studentów Politechniki Warszawskiej[13].

## Ordery i odznaczenia
- Krzyż Kawalerski Orderu Legii Honorowej (Francja)[3]